# Danh sách đô thị Palau
Palau chỉ có một thành phố đúng nghĩa là Koror.
Các thị trấn và làng tại Palau gồm:
- Airai
- Kloulklubed
- Meyungs
- Melekeok (thành phố/bang thủ đô)